# Panzerwerfer 42
A Panzerwerfer 42 (GE147) két különböző típusú féllánctalpas rakéta-sorozatvető jármű neve, melyeket a náci Németország használt a második világháború alatt. A két önjáró tüzérségi jármű a 150 mm-es Panzerwerfer 42 auf Selbstfahrlafette Sd.Kfz.4/1 (az Opel Maultier-en alapult), és a 150 mm-es Panzerwerfer 42 auf Schwerer Wehrmachtschlepper (vagy Panzerwerfer auf sWS). Néhány Panzerwerfer kabinjának tetejére szereltek géppuskát is. A Szövetséges katonák „Moaning Minnie”-nek hívták („Nyöszörgő Minnie”) a jellegzetes zaj miatt, amit a rakéták keltettek tüzeléskor.

## Gyártás
A jármű sorozatgyártása 1943 áprilisában indult, és 1945 márciusáig folytatódott. Fő gyártója az Opel volt. Összesen 300 Panzerwerfer és 289 Munitionkraftswagen készült. A Munitionkraftswagen vagy Sd.Kfz 4 ugyanolyan jármű volt, csak rakétavetők nélkül, és lőszer-utánpótlás szállítására használták.
A Panzerwerfer fő fegyverzete egy 150 mm-es, 10 csőből álló rakétavető volt, amelyet 270 fokos szögben lehetett elforgatni, illetve 80 fokos szögben lehetett felemelni, és az RA35-ös optikai célzóberendezéssel lehetett irányítani. Háromfős személyzete volt: parancsnok/vezető, rádiókezelő és lövész. A járművet géppuskával is fel lehetett szerelni a gyalogság elleni védekezés céljából.

## Alkalmazás
A Panzerwerfer 42-est bevetették mindkét fronton, először 1943-ban Oroszországban. A rakétavetővel nagyfokú rakétazárótüzet zúdítottak a szovjet állásokra, ahol a terjedelmes bombázás nagy területen hatásosabb volt, mint a sokkal pontosabb tüzérségi tűz. A Panzerwerfer 42 rakéta zárótüzei sokkal nagyobb területet fedtek le és pszichológiai hatásuk is volt a félelmetes hang, füst és a szétrepülő repeszek által.
A fegyvert bevetették a nyugati fronton is. Egyes rakétavetős egységeket 1944 májusában irányítottak át, hogy kellő tűzerővel rendelkezzenek a szövetségesek inváziója esetén azok visszaveréséhez. A britek és kanadaiak voltak az első szövetségesek, akik megtapasztalhatták a Panzerwerfer 42 rakétavetők pusztító erejét, mikor azokat bevetették a Szövetséges pozíciók ellen Normandiában. A németek az Orne folyó egy hídját próbálták meg visszafoglalni tőlük. A Wehrmacht 83. és 84. Panzerwerfer ezrede, valamint a 101. SS-Panzerwerfer Abteilung mintegy 42 sorozatvetővel zúdított össztüzet a hidat védelmező szövetséges csapatokra. A járművet nagy számban alkalmazták az Ardennekben és Berlin védelménél is.
A „Horstmann” Carden-Lloyd felfüggesztés, kerekek és lánctalpak egyszerűek voltak és nem igényeltek sok karbantartást. A jármű súlya miatt (8,5 tonna) a mászó és gázló képessége alacsony volt. Durva terepen nehezebben tudott mozogni, mintha teljesen lánctalpas lett volna.
A Panzerwerfer 42 rakétáinak hatásos lőtávolsága 4000-6500 méter, a maximális lőtávolság pedig kevesebb mint 7000 méter volt. A fémrakéták burkolata vékony volt, ami nagy mennyiségű repesz becsapódását eredményezte.
A járművet általában 3-6 darabból álló csapatokban vetették be, hogy bombázzák a megadott állásokat. A járműveken szolgáló személyzet különböző területet támadott, de azonos lőtávolságon belül, hogy elérjék a megjelölt célpontot.
A Panzerwerfer 42 a Német Hadsereg megoldása volt a nagyon sérülékeny Nebelwerferekre, melyek füstcsíkjai könnyen felfedték pozíciójukat és az ellenség azonnali ellentámadást indíthatott ellenük. Ha a tüzérséget ellentámadás éri az ellenséges tüzérség részéről, az nem tud bombázni. Ez egy nagy probléma minden tüzérségi eszköznél, de a rakétavetők a füstcsíkjaik miatt sokkal könnyebben észlelhetők és sebezhetőbbek.
Azonban az önjáró tüzérség nem csupán kevésbé sebezhető, de azonnal új területre mozgósítható, ha felfedezték a pozícióját. A Panzerwerferek legénysége kilő egy sorozatot, majd gyorsan átmozgósítja a járműveit, hogy elkerüljék az ellenséges tüzérség visszatámadását.
A Pz.Wf. 42-esnek létezett egy lőszerszállító változata is, amely gyakorlatilag teljesen megegyezett a rakétás változattal, azzal a különbséggel, hogy hiányzott róla a rakétavető-torony.

### Típusváltozatok
- Munitionkraftwagen für PanzerWerfer (Maultier) – lőszerszállító változat

## Galéria

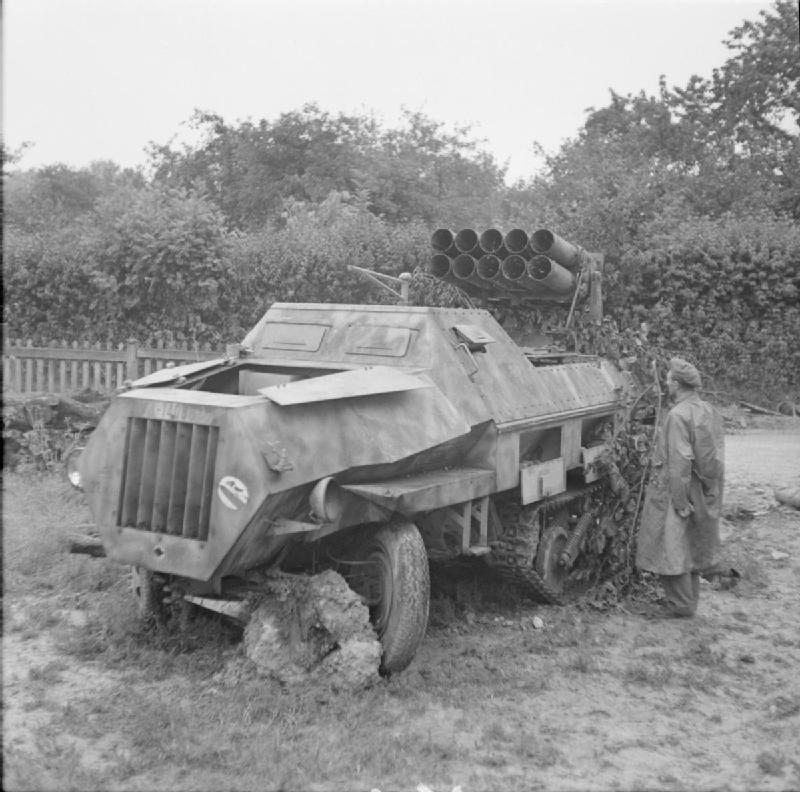
Zsákmányolt Panzerwerfer 42-es
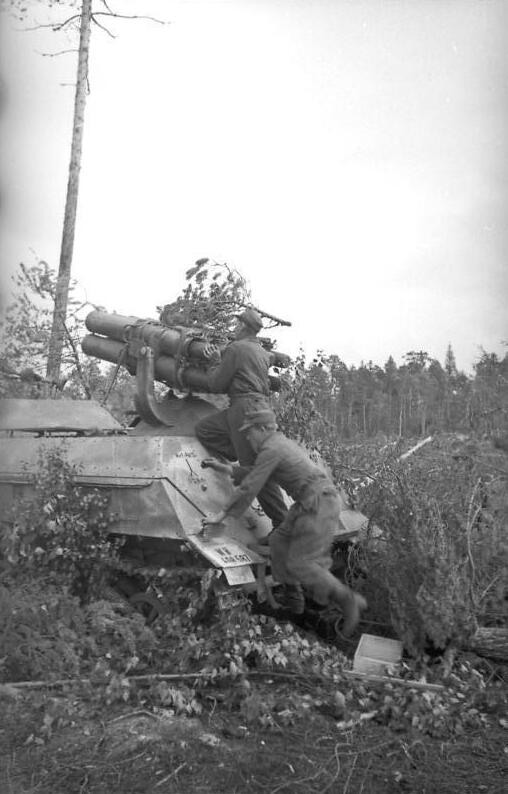
15 cm-es Panzerwerfer 42 a 11. Rakéta zászlóaljból (1944).